# Karlina
Karlina je žensko osebno ime.

## Izvor imena
Ime Karlina je različica ženskega osebnega imena Karla.

## Pogostost imena
Po podatkih Statističnega urada Republike Slovenije je bilo na dan 31. decembra 2007 v Sloveniji število ženskih oseb z imenom Karlina: 123.

## Osebni praznik
Osebe z imenom Karlina lahko godujejo takrat kot osebe z imenom Karla.